# Girls & Boys (Blur)
Girls & Boys is een nummer van de Britse band Blur. Het is de eerste single van hun derde studioalbum Parklife uit 1994. Op 7 maart dat jaar werd het nummer wereldwijd op single uitgebracht.

## Achtergrond
De stijl van het nummer is een mix van rock, disco, new wave en pop. Volgens Blur-bassist Alex James heeft het nummer "discodrums, ondeugende gitaren en een Duran Duran-baslijn". 
"Girls & Boys" werd in een aantal landen een hit. In Blurs' thuisland het Verenigd Koninkrijk behaalde de single de 5e positie in de UK Singles Chart. In Ierland werd de 23e positie behaald, Australië de 19e, Nieuw-Zeeland en de Eurochart Hot 100 de 16e, de VS de 59e in de Billboard Hot 100, Canada de 27e, Frankrijk de 11e, Finland de 18e en in Zweden de 30e positie. 
In Nederland werd de single veel gedraaid op de landelijke radiozenders en werd een radiohit. De single bereikte in zowel de Nederlandse Top 40 op Radio 538 als in de destijds nieuwe publieke hitlijst; de Mega Top 50 op Radio 3FM, de 24e positie.
In België bereikte de single de 34e positie in de voorloper van de Vlaamse Ultratop 50 en de 30e positie in de Vlaamse Radio 2 Top 30. In Wallonië werd géén notering behaald.  